# Frederick Soddy
Frederick Soddy (født 2. september 1877, død 22. september 1956) var en engelsk radiokemiker som modtog Nobelprisen i kemi i 1921 for sit arbejde med radioaktivt henfald og særligt for sin teori om isotoper.
Sammen med Ernest Rutherford forklarede han at radioaktivitet skyldes transmutation af elementer. I dag vides det at det involvere kernereaktioner.
Et mindre krater på bagsiden af Månen er opkaldt efterham ligesom det radioaktive uran-mineral Soddyite bærer hans navn.